# Château de Grimsthorpe
Le château de Grimsthorpe est une maison de campagne située dans le Lincolnshire, en Angleterre, à 4 milles (6,437376 km) au nord-ouest de Bourne sur l' A151. Il se trouve dans un parc de 3 000 acres (12 km²) de pâturages vallonnés, de lacs et de bois aménagés par Capability Brown. Bien que Grimsthorpe ne soit pas un château au sens strict du terme, son caractère est massif et martial - les tours et les pavillons périphériques rappelant les bastions d'une grande forteresse en costume classique. Grimsthorpe est la demeure de la famille de Eresby depuis 1516. La propriétaire actuelle est Jane Heathcote-Drummond-Willoughby (28e baronne Willoughby de Eresby) (en), petite-fille de Nancy Astor, décédée à Grimsthorpe en 1964 .

## Origines

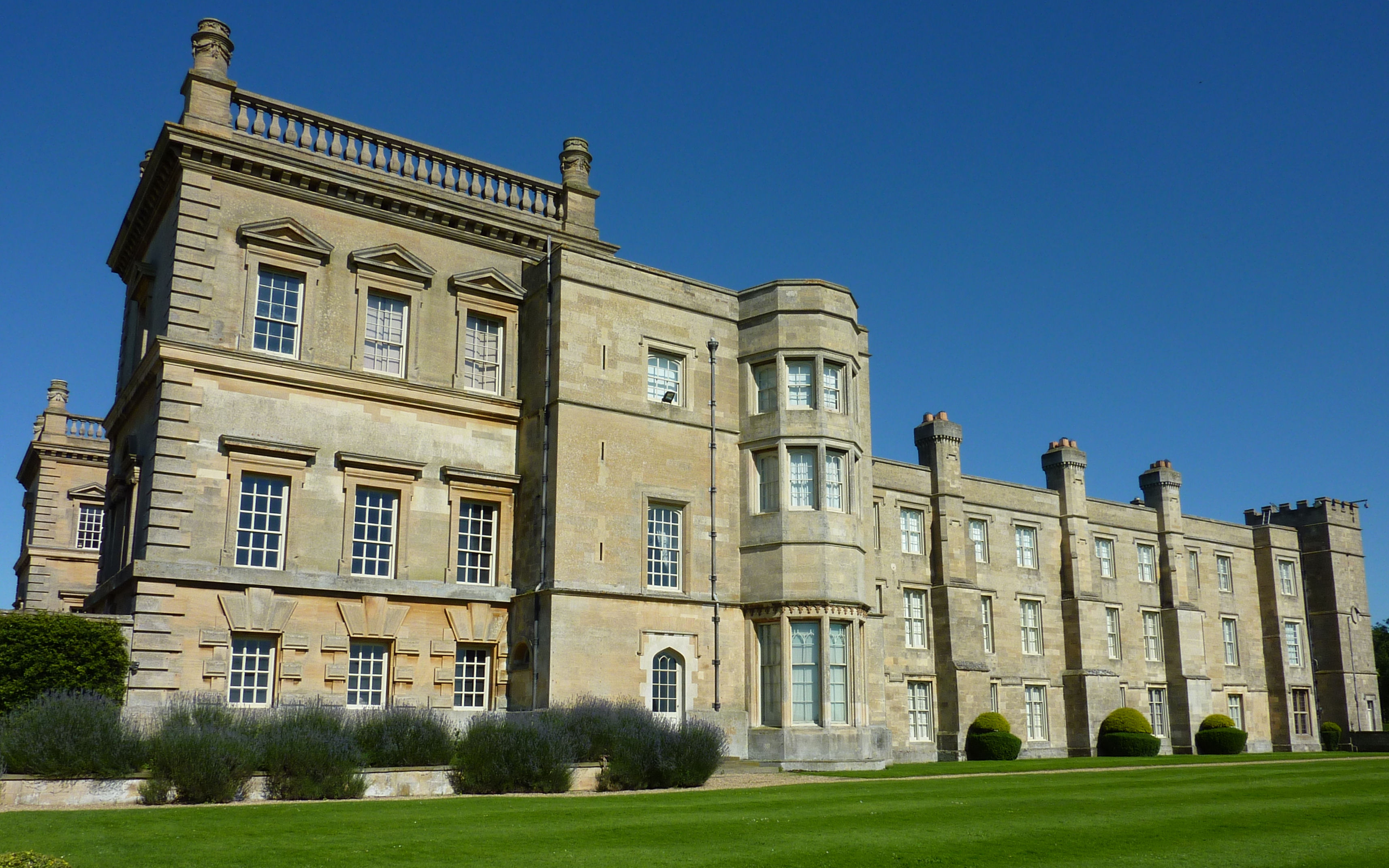
Façade ouest du château de Grimsthorpe

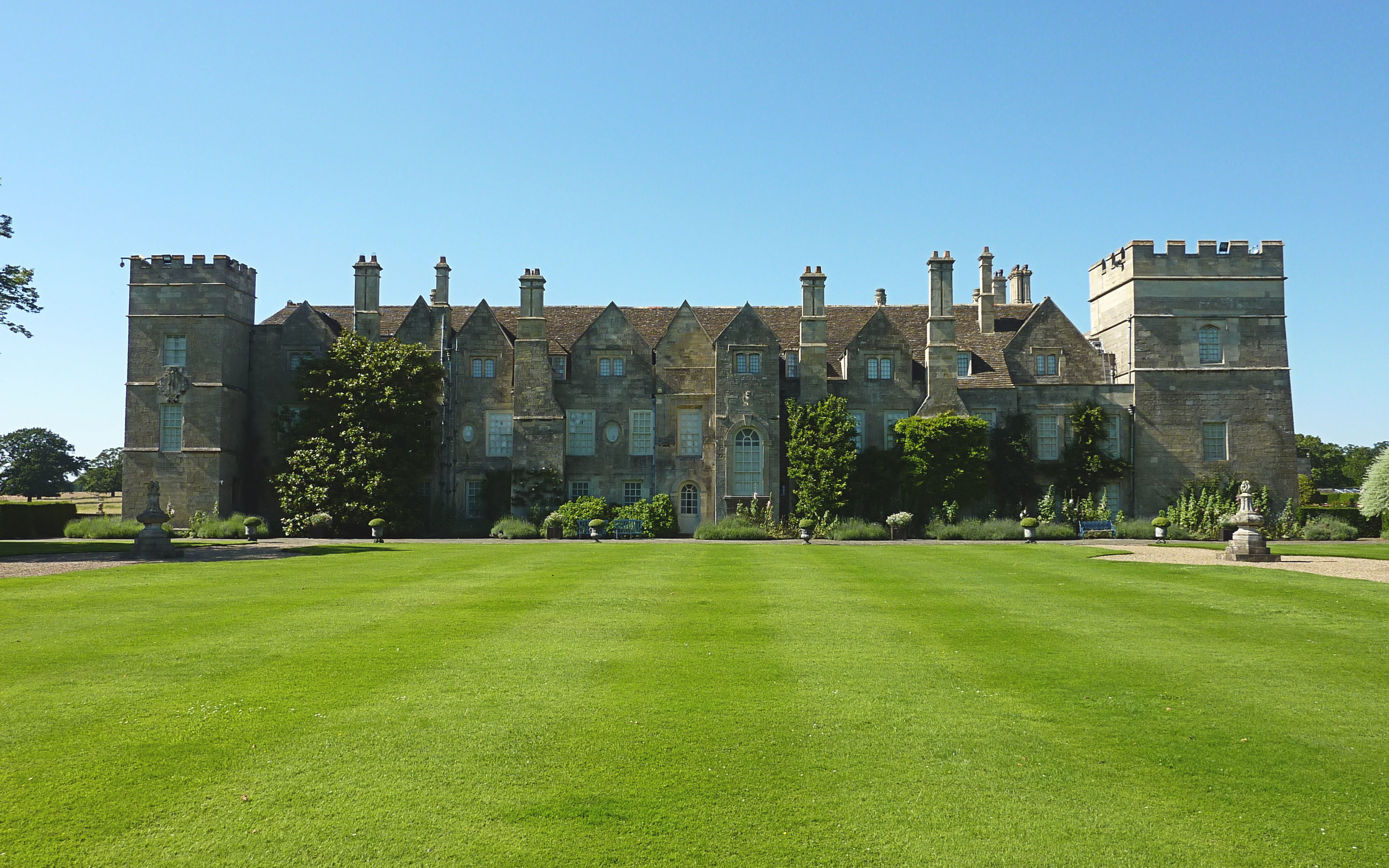
Façade sud du château de Grimsthorpe

Le bâtiment est à l'origine un petit château sur une crête sur la route à l'intérieur des terres depuis le bord du marais du Lincolnshire vers la Great North Road. Il aurait été commencé par Gilbert de Gant, comte de Lincoln au début du XIIIe siècle. Cependant, il est le premier et le dernier de cette création du comté de Lincoln et il meurt en 1156. L'âge d'or de Gilbert est l'apogée de la construction de châteaux en Angleterre, pendant l'Anarchie anglaise. Il est fort possible que le château ait été construit vers 1140. Cependant, on dit généralement que la tour à l'angle sud-est du bâtiment actuel fait partie du château d'origine et qu'elle est connue sous le nom de tour du roi Jean. La dénomination de la tour du roi Jean semble avoir conduit à une mauvaise attribution de l'origine du château à son époque.
Gilbert de Gant passe une grande partie de sa vie politique comme comte de Chester et Grimsthorpe est probablement tombé entre ses mains en 1156 à la mort de Gilbert, bien que le titre de «comte de Lincoln» soit revenu à la couronne. Lors de la création suivante du comté, en 1217, c'est Ranulph de Blondeville, 4e comte de Chester (1172-1232) qui est anobli. Il semble que le titre, sinon la propriété soit entre les mains du roi Jean pendant son règne ; d'où peut-être le nom de la tour.
Durant les dernières années des rois Plantagenêts d'Angleterre, la maison est entre les mains de Lord Lovell. Il est un fervent partisan de Richard III. Après l'accession au trône d'Henri VII, Lovell soutient une rébellion pour restaurer la dynastie royale antérieure. La rébellion échoue et la propriété de Lovell est confisquée et donnée à un partisan de la dynastie Tudor.

## La période Tudor
Cette concession d'Henri VIII, fils d'Henri Tudor, au 11e baron Willoughby de Eresby est faite en 1516, en même temps que la main en mariage de Maria de Salinas, une dame d'honneur espagnole de la reine Catherine d'Aragon. Leur fille Catherine Willoughby hérite du titre et du domaine à la mort de son père en 1526, alors qu'elle n'a que sept ans. En 1533, elle devient la quatrième épouse de Charles Brandon (1er duc de Suffolk), proche allié d'Henri VIII. En 1539, Henri VIII accorde à Charles Suffolk les terres de l'abbaye de Vaudey supprimée à proximité, fondée en 1147, et il utilise sa pierre comme matériau de construction pour sa nouvelle maison. Le Suffolk entreprend d'agrandir et de reconstruire la maison de sa femme, et en seulement dix-huit mois, elle est prête pour une visite en 1541 du roi Henri, en route pour York pour rencontrer son neveu, Jacques V d'Écosse. En 1551, la veuve de James, Marie de Guise, séjourne également à Grimsthorpe . La maison repose sur du till glaciaire et il semble que les ajouts aient été construits à la hâte. Des réparations substantielles sont nécessaires plus tard en raison du mauvais état des fondations, mais une grande partie de cette maison Tudor est encore visible aujourd'hui.
Pendant le règne de Mary, les propriétaires du château, Katherine Willoughby et son deuxième mari, Richard Bertie, sont forcés de le quitter en raison de leurs opinions anglicanes. Lors de l'accession d'Elizabeth au trône, ils reviennent avec leur fille, Susan, et leur fils Peregrine, plus tard le 13e baron. Il devient soldat et passe une grande partie de son temps loin de Grimsthorpe.

## Le bâtiment Vanbrugh
En 1707, lorsque Grimsthorpe est illustré dans Britannia Illustrata, le 15e baron Willoughby de Eresby et le 3e comte Lindsey reconstruit la façade nord de Grimsthorpe dans le style classique. Cependant, en 1715, Robert Bertie, le 16e baron Willoughby de Eresby, emploie John Vanbrugh pour concevoir une façade baroque à la maison pour célébrer son anoblissement en tant que premier duc d'Ancaster et Kesteven. C'est le dernier chef-d'œuvre de Vanbrugh. Il prépare également des plans pour la reconstruction des trois autres façades de la maison, mais ils ne sont pas réalisés. Son élévation proposée pour la façade sud est dans le style palladien, qui vient juste d'être à la mode, et est assez différent de toutes ses conceptions construites.

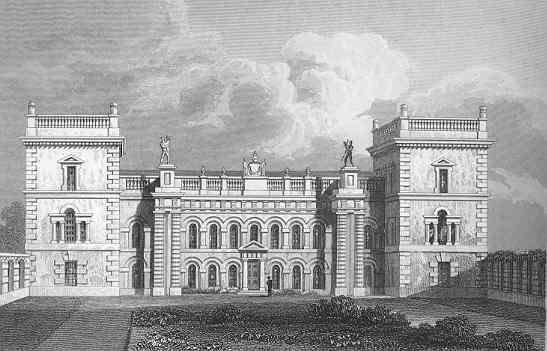
La façade nord de Grimsthorpe reconstruit par Vanbrugh, dessiné en 1819. Le Stone Hall de Vanbrugh occupe l'espace entre les colonnes des deux étages.

A l'intérieur, le manoir Vanbrugh est monumental avec des arcades en pierre tout autour sur deux niveaux. Des écrans à arcades à chaque extrémité du manoir séparent le hall des escaliers, un peu comme ceux d'Audley End House et de Castle Howard. L'escalier se trouve derrière et mène aux chambres du premier étage. La salle du diner d'Etat occupe la tour nord-est de Vanbrugh, avec son plafond peint éclairé par une fenêtre vénitienne. Il contient le trône utilisé par George IV lors de son banquet de couronnement, ainsi qu'un trône et un repose-pieds en bois doré de la Régence utilisés par la reine Victoria dans l'ancienne Chambre des lords. Il y a aussi une chaise et un repose-pieds en noyer et en colis doré faits pour l'usage de George III à Westminster. Les salles King James et State Drawing sont redécorés au fil des siècles et contiennent des portraits de Reynolds et Van Dyck, des meubles européens et des tapisseries jaunes de Soho tissées par Joshua Morris vers 1730. Le couloir sud contient des trônes utilisés par le prince Albert et Édouard VII, ainsi que le bureau sur lequel la reine Victoria a signé son serment de couronnement. Une série de pièces suit dans la gamme Tudor est, avec des oriels encastrés et des plafonds ornés. Le salon chinois possède un plafond magnifiquement riche et un oriel voûté en éventail du XVIIIe siècle. Les murs sont tendus de papier peint chinois représentant des oiseaux au milieu de bambous. La chapelle est magnifique avec de superbes gypseries du XVIIe siècle.

## Le parc
Le parc est à l'origine la lisière sud de la grande forêt du Lincolnshire, et son parc de cerfs médiéval et son parc de chênes Tudor sont traversés par de belles allées d'arbres. Des chênes enregistrés dans le Domesday Book de 1086 poussaient dans le parc lorsque des dessins du parc sont réalisés au début du XVIIIe siècle. Certains de ces arbres anciens auraient été encore vivants au XXe siècle. Le parc actuel du château de Grimsthorpe est conçu par Lancelot "Capability" Brown (1771) et mis en œuvre par son mécène, le 3e duc d'Ancaster. Le jardin contient un jardin de nœuds, des roseraies couvertes de haies, une terrasse avec des bordures d'herbacées et d'arbustes et une maison d'été conçue par Vanbrugh. Le jardin formel de fleurs et de topiaires mène imperceptiblement dans le jardin boisé et offre un cadre magnifique au potager ornemental et au verger, créés dans les années 1960 par la comtesse d'Ancaster et Peter Coates. Des parterres complexes marqués de haies de buis se trouvent à proximité du château, et une bordure herbacée spectaculaire encadre des vues sur le lac .

## XIXesiècle
Le 1er comte d'Ancaster est très intéressé par la technologie et tente d'améliorer la productivité du domaine de plusieurs façons. Il organise une première démonstration de labour à la vapeur, construit un chemin de fer privé et utilise des machines à vapeur portatives dans la scierie et pour le pompage .

## XXesiècle
Pendant la Première Guerre mondiale, Grimsthorpe Park est utilisé par le Royal Flying Corps et la Royal Air Force comme terrain d'atterrissage d'urgence. Pendant la Seconde Guerre mondiale, la partie centrale du parc, à proximité du site de l'abbaye de Vaudey, est utilisée comme champ de tir. En 1944, le château abrite une compagnie du régiment de parachutistes alors qu'il se remet d'opérations en Italie et s'entraîne pour ce qui va devenir l'opération Market Garden. 
Les châteaux de Grimsthorpe et Drummond sont désormais détenus et gérés par une fiducie ,.

## Collection d'art
Un portrait Zurbarán grandeur nature de Benjamin est exposé à Grimsthorpe ; c'est le seul tableau séparé de la série Jacob et ses douze fils de Francisco de Zurbarán qui est au château d'Auckland à Bishop Auckland, comté de Durham, où il en existe une copie .